# Chorley Football Club
Maillots
Chorley Football Club est un club de football anglais basé à Chorley dans le Lancashire qui évolue à domicile au stade de Victory Park (en). Le club à sa fondation en 1875 est un club de rugby à XV qui devient un club de football en 1895. Il atteint le deuxième tour de la Coupe d'Angleterre à deux reprises, en 1986-1987 et en 1990-1991. Sa meilleure performance en FA Trophy a lieu lors de la saison 1995–1996 où il atteint les demi-finales.
Le club est surnommé les Magpies.
Le club évolue en National League North (D6) lors de la saison 2020-2021.

## Histoire
Chorley est fondé en 1883 en passant du rugby au football, sous l'impulsion de John Lawrence, un joueur de Wigan, qui en a l'idée en 1874. L'inauguration a lieu le 15 octobre dans l'Anchor Inn, depuis démoli, dans Market Street, à Chorley. Lors de cette réunion, Lawrence a est élu premier capitaine du club. Henry Hibbert, qui deviendra l'un des personnages les plus emblématiques de la ville en tant que député de Chorley, exerce la fonction de secrétaire.
Chorley a rejoint la Lancashire Junior League en 1889, ligue dans laquelle il est finaliste en 1892-1893 avant de remporter le titre la saison suivante : neuf ans après l'institution du trophée, cette victoire est la première d'un nombre record de succès pour les Magpies. Ils battent Clitheroe Football Club (en) 3–2 lors d'une finale rejouée au stade de l'Ewood Park de Blackburn après un match nul 2–2. Lors de cette année 1894, Chorley rejoint la Lancashire League et devient champion à deux reprises. Le premier titre est remporté en 1896-1897. Lors de cette saison, le club vend l'ancien attaquant des Bolton Wanderers, Jack Lyden, à Wolverhampton Wanderers pour 100 £ (environ 6 000 £ dans les années 2010), un coût substantiel pour un joueur ne faisant pas partie du championnat, sachant qu’il s’agissait de huit ans avant la première transaction de transfert de 1 000 £.
Chorley remporte un deuxième titre en 1898-1899, mais doit quitter son stade Dole Lane Ground. Il perd son capitaine Johnny Parker, qui s'est cassé la jambe. En mai 1899, Chorley tente de rejoindre la deuxième division du championnat d'Angleterre, terminant sixième d'un vote où seuls les deux premiers étant élus. 
En septembre 1901, Chorley déménage pour le terrain des Ranglets, emportant même la tribune et les palissades. En 1903, la Lancashire League fut restructurée pour devenir la Lancashire Combination League, dont la taille fut étendue à deux divisions, A et B, Chorley évoluant dans cette dernière. L'utilisation du terrain de Rangletts est courte, Chorley a étant expulsé en 1904. Il rejoint alors le parc voisin de St. George's. En 1904–1905, Chorley termine à la cinquième place, son meilleur résultat en six ans.
Chorley connaît sa pire saison en 1914-1915, terminant en dernière position de son championnat, mais, le déclenchement de la Première Guerre mondiale les sauve de la relégation, car la Combination, comme la Football League, suspend ses compétitions en 1915. Pendant la guerre, le club rejoint la North Division, mais en raison de difficultés à former une équipe, il est dissous au début de 1916. Chorley ne dispose pas d'équipe pour les deux saisons suivantes, mais en août 1918, il forme une équipe pour les matches amicaux. Après la reconstitution de la Combination League, S. Heaton est devenu président du club, Charlie Holgate, secrétaire, et T.J. « Dod » Gaskell le trésorier.
Chorley rejoint sa place dans la Combination réassemblée (il n'y avait plus qu'une division) avec ce qui s'est avéré être l'une de ses meilleures équipes de tous les temps. Les années 1920 devaient apporter une phrase de gloire et l'équipe a été parmi les honneurs pour dix saisons successives. Mais le début d'une époque coïncidait avec la fin d'une autre. Quatorze ans à peine après avoir disputé leur premier match à domicile au St. Georges Park, Chorley annonce en août 1919 qu'ils avaient acquis un nouveau terrain. Il devait être utilisé l'année suivante et constituer un véritable foyer permanent. Le terrain, situé dans la Duke Avenue et le terrain de loisirs Rangletts, une ancienne base des Magpies, est nommé Victory Park (en) pour commémorer la fin de la guerre.
Chorley ne remporte aucun succès notable dans aucun championnat avant la saison 1919-2020, année où il est couronné champion de la première division du Lancashire Combination, une ligue qu'il  remporte à onze reprises entre 1919 et 1964.
Chorley est l'un des membres fondateurs de la Northern Premier League en 1968-1969, la quitte lors de cette année, avant de la rejoindre pour la saison 1970-1971. Chorley rejoint la Cheshire League lors de la saison 1972-1973, terminant deuxième en 1975-1976, et deux autres fois en 1976-1977 et 1981-1982.
Chorley rejoint la Northern Premier League en 1982-1983 et obtient le titre de champion en 1987-1988, ce qui lui permet d'être promu en Conference - le cinquième niveau du système pyramidal du football anglais. Chorley passe deux saisons en Conference avant d'être relégué en Northern Premier League en 1990.
Chorley passe les dix premières années du 21e siècle dans la Northern Premier League Division One, le huitième niveau du championnat anglais (divisé en 2007 entre la Northern Premier League et la Northern Premier League South). Il termine invariablement chaque saison dans la moitié inférieure du tableau de classement au cours de cette période, sauf lors de la saison 2002-2003 où il termine à la cinquième place et se qualifie pour les barrages de promotion, s'inclinant en finale contre Radcliffe Borough F.C.. Chorley est promu en Premier Division à la fin de la saison 2010-2011, terminant troisième et battant AFC Fylde 2-0 lors de la finale des éliminatoires.
Après avoir passé trois saisons en Northern Premier League Premier Division, Chorley obtient une nouvelle promotion en tant que champion en 2013-2014, passant en Conference North (sixième rang du football anglais).
À sa première saison en Conference North, Chorley a failli remporter des promotions consécutives en terminant quatrième et en finale de barrage, mais a perdu 3-2 contre Guiseley Football Club. À la fin de cette saison, le manager Garry Flitcroft a démissionné de son poste et a été remplacé par Matt Jansen, directeur adjoint.
La Conference National est renommée National League au début de la saison 2015-2016 et Chorley termine en huitième position de la National League North. La saison suivante, il atteint à nouveau la finale des éliminatoires, s'inclinant 2-1 face au FC Halifax Town après les prolongations.
La saison 2017-2018 voit Chorley atteindre les barrages de la promotion une nouvelle fois, mais il est battu 2-1 par Harrogate Town Football Club en demi-finale. Avant le début de la saison 2018-2019, l'entraîneur Matt Jansen quitte son poste, et a été remplacé par son assistant, Jamie Vermiglio.
Chorley prend un départ fulgurant lors de la saison 2018-2019, remportant ses sept premiers matches de championnat et restant invaincu pour ses douze premiers. Il passe la majeure partie de la saison en tête du classement, mais est dépassé à la fin par Stockport County, qui remporte le titre avec un point d'avance sur Chorley, deuxième. En demi-finale de barrage, avec un score de 1-1 après les prolongations, Chorley bat Altrincham Football Club 3-1 aux tirs au but. Lors de la finale entre Chorley et Spennymoor Town Football Club, au Victory Park, Chorley ouvre le score lors de la prolongation, mais Spennymoor égalise rapidement. Le match se solde donc par une séance de tirs au but, remportée 4-3 par Chorley, ce qui lui a permis de passer en National League, le cinquième rang du football anglais.

## Problèmes financiers
En octobre 2011, le club est soupconné d'avoir dérobé 50 000 euros, en résultat le club était obligé de payer ses joueurs impayés, une campagne a été lancée pour sauver le club d'une rétrogradation administrative.
En mars 2013, Ian Daniels plaide coupable d'avoir volé le club, son complice, ancien joueur, Philip Haslam plaide aussi coupable quelques semaines plus tard, ils ont reçu  plusieurs condamnations.

## Identité

### Logos

Ancien logo.
Logo actuel.

## Résultats sportifs

### Palmarès
- National League North
  - Vainqueurs des play-offs 2018-2019

- Northern Premier League
  - Champions 1987–1988, 2013–2014
  - vainqueurs des play-offs de la Division One 2010–2011
- Lancashire Combination
  - Champions 1920, 1923, 1927–1928, 1928–1929, 1932–1933, 1933–1934, 1939–1940, 1945–1946, 1960, 1961, 1964
  - Finalistes 1921–1922, 1926–1927, 1948–1949, 1963, 1965, 1966
- Cheshire League
  - finalistes 1976, 1977, 1982
- Lancashire League
  - Champions 1896–1997, 1898–1999
- Lancashire FA Trophy
  - vainqueurs 1894, 1909, 1924, 1940, 1946, 1958, 1959, 1961, 1964, 1965, 1976, 1980, 1982, 1983, 2012, 2015, 2016, 2018
  - finalistes 2008, 2014

### Statistiques et records
Peter Watson est devenu le meilleur buteur du club en une seule saison soit 72 buts en 1961, il est d'ailleurs le meilleur buteur de l'histoire du club avec 372 buts.
Sa plus large victoire remonterait à avril 1946, ou le club s'était imposé 14-1 contre Morecambe, mais sa plus large victoire était durant la Seconde Guerre mondiale, 16-0 contre Leyland Motors en septembre 1944.
Chorley a eu sa meilleure affluence le 6 décembre 1986, face à Preston North End chez Blackburn Rovers car une équipe inférieure ne peut pas accueillir à domicile une autre équipe. soit 15 000 supporters, le précédent remonterait à novembre 1932 contre Darwen Football Club, 9 000 supporters ont fait le déplacement lors de la Coupe d'Angleterre de football 1932-1933.

## Joueurs et personnalités du club

### Joueurs emblématiques
- Mickey Walsh – Irlande international, a gagné le BBC Goal of the Season[3].
- Paul Mariner – Angleterre international et a gagné la FA Cup et la Coupe UEFA[3].